# Giovanni Canavesio
Giovanni ou Jean Canavesio ou Jean Canavèse, né avant 1450 à Pignerol (province de Turin, au Piémont), et mort après 1500, est un prêtre et un peintre italien (piémontais).

## Biographie
Giovanni Canavesio est un prêtre piémontais qui a produit de nombreuses fresques dans la région de Nice à partir de la seconde moitié du XVe siècle. Il est identifié comme maître-peintre à Pignerol en 1450. Il exerça à la fois son ministère de prêtre et la profession de peintre à Albenga entre 1472 et 1477. Il fut peintre à Nice à partir de 1480.
En 1472, il réalise avec son frère Giacomo le polyptyque d'Oristano (Sardaigne).
Il fut influencé par Giacomo Jaquerio et Giovanni Baleison, avec qui il a travaillé.
C'est un bon connaisseur des Écritures et un pédagogue, dont les fresques visent l'instruction du fidèle (la catéchèse), comme c'est leur fonction traditionnelle, mais engagent également un renouvellement artistique : on remarque en effet leur caractère réaliste, franc, parfois brutal, assez éloigné de l'art idéaliste des peintres toscans et ombriens de son époque.
Une voie du quartier Saint-Sylvestre de Nice est nommée rue Jean-Canavèse.

## Œuvres

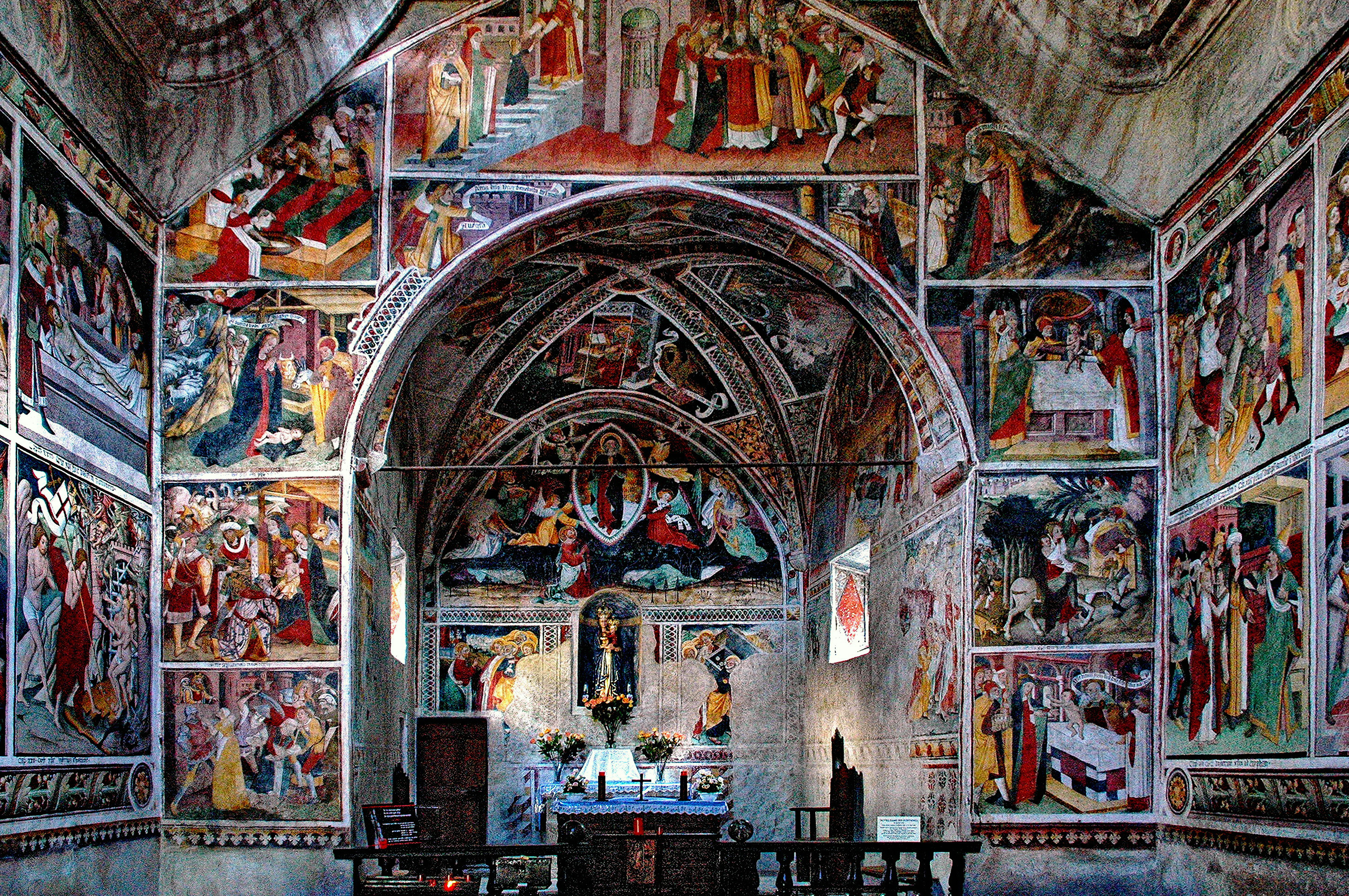
La Brigue, chapelle Notre-Dame des Fontaines.

### Fresques
- Église d'Oristano en Sardaigne en 1472 ;
- Église San Fiorenzo à Bastia Mondovi en 1472 ;
- Église Saint Bernard à Pigna (Italie) :
- Crucifixion sur la façade du palais communal d'Albenga en Ligurie en 1472 ;
- Armoiries sur le palais épiscopal à Albenga en 1477 ;
- Cycle de la passion et du Jugement dernier à la chapelle Saint-Bernard de Pigna (Italie) en 1482 ;
- Chapelle Saint-Sébastien à Saint-Étienne-de-Tinée en 1485 avec Giovanni Baleison ;
- Chapelle des  Pénitents blancs, à Peillon Alpes-Maritimes ;
- Cycle de la passion et du Jugement dernier à la chapelle de Notre-Dame-des-Fontaines à La Brigue en 1492 avec la collaboration de Giovanni Baleison.

### Polyptyques
- Madone entourée de saints, 1491, Turin, Galerie Sabauda ;
- Notre dame de la Miséricorde (1472) à Taggia (Imperia) ;
- Le Christ aux  plaies, retable, église paroissiale, Biot, Alpes-Maritimes ;
- Retable de saint Antoine de Padoue, église paroissiale, Lucéram, Alpes-Maritimes ;
- Madone entourée de saints, 1499, église saints Giuseppe et Florian à Verderio Superiore, Lecco ;
- Saint Michel, 1500, Pigna (Italie), église San Michele.

### Tableaux
- Circoncision, huile sur tondo[réf. nécessaire].